# فرنسيسكو ر. ألمادا
فرنسيسكو ر. ألمادا (بالإسبانية: Francisco R. Almada)‏ هو كاتب ومؤرخ مكسيكي، ولد في 4 أكتوبر 1896 في Chínipas de Almada ‏ في المكسيك، وتوفي في 3 يونيو 1989 في تشيهواهوا في المكسيك.